# Cyclocephala picta
Cyclocephala picta är en skalbaggsart som beskrevs av Hermann Burmeister 1847. Cyclocephala picta ingår i släktet Cyclocephala och familjen Dynastidae. Inga underarter finns listade i Catalogue of Life.